# The Fog
The Fog är en amerikansk skräckfilm från 2005 i regi av Rupert Wainwright, med Tom Welling, Maggie Grace, Selma Blair och DeRay Davis i rollerna. Filmen är en remake av John Carpenters Dimman (1980).

## Rollista
| Tom Welling     | – Nick Castle        |
| Maggie Grace    | – Elizabeth Williams |
| Selma Blair     | – Stevie Wayne       |
| DeRay Davis     | – Spooner            |
| Kenneth Welsh   | – Tom Malone         |
| Adrian Hough    | – Father Malone      |
| Sara Botsford   | – Kathy Williams     |
| Cole Heppell    | – Andy Wayne         |
| Mary Black      | – Aunt Connie        |
| Jonathon Young  | – Dan The Weatherman |
| R. Nelson Brown | – Machen             |